# Rio Darling
Rio Darling é um rio da Austrália. É o principal afluente do Rio Murray.